# 轮叶紫金牛
轮叶紫金牛（学名：Ardisia ordinata）为报春花科紫金牛属下的一个种。

## 扩展阅读
- 維基物種上的相關：轮叶紫金牛